# سلوى التارزي بن عطية
سلوى تارزي بن عطية، من مواليد 4 نوفمبر 1951 في تونس، سياسية تونسية، متزوجة وأم لثلاثة أبناء.

## سيرة شخصية
ولدت في عائلة من البرجوازية التونسية أسسها ضابط من أصل تركي. من ثلاثينيات القرن العشرين إلى الاستقلال عام 1956، كان والدها مصطفى كامل التارزي، عالم باللاهوت وصحفي، تم تعيينه مدير لثقافة الدين الإسلامي للجمهورية التونسية من قبل الرئيس الحبيب بورقيبة في 1967. كان جدها لأمها «محمد الصالح ختاش» ضابط وأحد مؤسسي الحزب الحر الدستوري.
تخرجت بدرجة الماجستير في الجغرافيا، وأصبحت مدرسة معوضة لمادة الجغرافيا في المدرسة الثانوية في عام 1973 ثم مدرِّسة مترسمة في عام 1987. انتخبت نائبة في عام 1999 وأعيد انتخابها في عام 2004 في 2 أكتوبر 2007، دخلت الحكومة كوزيرة شؤون المرأة، المنصب الذي كانت تشغله حتى ثورة 2011.
كانت عضوة في التجمع الدستوري الديمقراطي قبل حله، عملت من 1995 إلى 2000 كمساعد أمين عام لجنة تنسيق الحزب في المرسى، حيث كانت عضوًا في المجلس البلدي من 1995 إلى 1999. وترأست أيضا الاتحاد الوطني للمرأة التونسية من 2010 إلى 2011.

## مقالات لها صلة
- قائمة الوزيرات التونسيات